# New Basket Brindisi 2024-2025
Questa voce raccoglie le informazioni riguardanti il New Basket Brindisi nelle competizioni ufficiali della stagione 2024-2025.

## Stagione
La stagione 2024-2025 del New Basket Brindisi sponsorizzata Valtur, è la 4ª nel secondo livello nazionale del campionato italiano di pallacanestro, la Serie A2.

## Roster
| New Basket Brindisi 2024-2025 | New Basket Brindisi 2024-2025 |
| Giocatori                     | Staff tecnico                 |
| ----------------------------- | ----------------------------- |

| N. | Naz.                                          | Ruolo | Nome                   | Anno | Alt.   | Peso   |  |
| -- | --------------------------------------------- | ----- | ---------------------- | ---- | ------ | ------ |  |
| 6  | Italia (bandiera)                             | G     | Davide Buttiglione     | 2006 | 193 cm | 85 kg  |  |
| 7  | Stati Uniti (bandiera)                        | G     | Isiah Brown            | 1997 | 188 cm | 82 kg  |  |
| 8  | Italia (bandiera)                             | P     | Tommaso Laquintana (C) | 1995 | 195 cm | 85 kg  |  |
| 9  | Italia (bandiera)                             | A     | Gianmarco Arletti      | 2001 | 198 cm | 93 kg  |  |
| 10 | Italia (bandiera)                             | C     | Edoardo Del Cadia      | 1999 | 202 cm | 106 kg |  |
| 14 | Italia (bandiera)                             | C     | Giovanni Vildera       | 1995 | 205 cm | 105 kg |  |
| 15 | Italia (bandiera)                             | A     | Tommaso Fantoma        | 2003 | 197 cm | 94 kg  |  |
| 17 | Stati Uniti (bandiera)                        | AG    | Mark Ogden             | 1994 | 206 cm | 95 kg  |  |
| 21 | Italia (bandiera)                             | AG    | Niccolò De Vico        | 1994 | 200 cm | 93 kg  |  |
| 23 | Montenegro (bandiera) · Italia (bandiera)     | A     | Todor Radonjic         | 1997 | 197 cm | 94 kg  |  |
| 31 | Italia (bandiera)                             | P     | Andrea Calzavara       | 2001 | 195 cm | 86 kg  |  |
| 39 | Camerun (bandiera)                            | C     | Kevin Ndzie            | 2003 | 213 cm | 110 kg |  |
| 55 | Stati Uniti (bandiera)                        | G     | Bryon Allen            | 1992 | 192 cm | 94 kg  |  |
| 96 | Capo Verde (bandiera) · Portogallo (bandiera) | AG    | Ivan Almeida           | 1989 | 198 cm | 93 kg  |  |

| Allenatore                                                                                    |
| - Piero Bucchi                                                                                |
| Assistente/i                                                                                  |
| - Marco Esposito - Marco Cardillo Legenda - (C) Capitano - (IN) Inattivo - Infortunato Roster |

## Mercato

### Sessione estiva
| Acquisti | Acquisti          | Acquisti            | Acquisti   | Acquisti |
| R.a      | Nome              | da                  | Modalità   |          |
| -------- | ----------------- | ------------------- | ---------- | -------- |
| P        | Andrea Calzavara  | Junior Casale       | svincolato |          |
| A        | Gianmarco Arletti | Amici Pall. Udinese | svincolato |          |
| C        | Giovanni Vildera  | Pall. Trieste       | svincolato |          |
| AG       | Mark Ogden        | Fortitudo Bologna   | svincolato |          |
| AP       | Niccolò De Vico   | Basket Torino       | svincolato |          |
| AG       | Todor Radonijc    | Fulgor L. Forlì     | svincolato |          |
| AP       | Tommaso Fantoma   | Junior Casale       | svincolato |          |
| C        | Kevin Ndzie       | Lumezzane           | svincolato |          |
| G        | Bryon Allen       | Leones de Ponce     | svincolato |          |
| C        | Edoardo Del Cadia | Pall. Cantù         | svincolato |          |

| Cessioni | Cessioni        | Cessioni       | Cessioni       | Cessioni |
| R.       | Nome            | a              | Modalità       |          |
| -------- | --------------- | -------------- | -------------- | -------- |
| AP       | Joonas Riismaa  | Pall. Cantù    | opzione uscita |          |
| G        | Jamel Morris    | Élan Chalon    | rescissione    |          |
| AP       | Xavier Sneed    | Bnei Herzliya  | fine contratto |          |
| AG       | Nate Laszewski  | Aris Salonicco | fine contratto |          |
| C        | Andrew Smith    | Alba Fehérvár  | fine contratto |          |
| C        | Fadilou Seck    | Basket Torino  | fine contratto |          |
| AG       | Eric Lombardi   | V.L. Pesaro    | opzione uscita |          |
| G        | Frank Bartley   | PAOK Salonicco | fine contratto |          |
| AG       | Jajuan Johnson  | Kazma          | rescissione    |          |
| C        | Jordan Bayehe   | Aquila Trento  | opzione uscita |          |
| G        | Eric Washington | Valley Suns    | fine contratto |          |

### Dopo l'inizio della stagione
| Acquisti | Acquisti     | Acquisti     | Acquisti        | Acquisti                       |
| R.       | Nome         | da           | Data            | Modalità                       |
| -------- | ------------ | ------------ | --------------- | ------------------------------ |
| AG       | Ivan Almeida | Benfica      | 22 ottobre 2024 | contratto a due mesi           |
| G        | Isiah Brown  | JuVi Cremona | 23 gennaio 2025 | contratto fino a fine stagione |

| Cessioni | Cessioni     | Cessioni     | Cessioni         | Cessioni              |
| R.       | Nome         | a            | Data             | Modalità              |
| -------- | ------------ | ------------ | ---------------- | --------------------- |
| AG       | Ivan Almeida | free agent   | 21 dicembre 2024 | fine contratto        |
| G        | Bryon Allen  | Hapoel Haifa | 3 febbraio 2025  | risoluzione contratto |

## Risultati

### Campionato

#### Stagione regolare

##### Andata
| Arbitri: | Fabio Ferretti (Teramo) Luca Attard (Siracusa) Fulvio Grappasonno (Chieti) |

|                             |            |                                   |
| Allen 22 Ogden 21 Arletti 9 | Punti      | 21 Earlington 14 Lewis 10 Mussini |
| Laquintana 6                | Assist     | 3 Mussini, Lewis                  |
| Ogden 7                     | Rimbalzi   | 8 Lewis                           |
| Piero Bucchi                | Allenatori | Alessandro Crotti                 |

| Arbitri: | Enrico Bartoli (Trieste) Stefano Wasserman (Trieste) Matteo Roiaz (Trieste) |

|                                   |            |                                 |
| Basile 21 Riismaa 18 De Nicolao 9 | Punti      | 16 Allen 12 Calzavara 7 Vildera |
| De Nicolao 7                      | Assist     | 5 Allen                         |
| Basile 9                          | Rimbalzi   | 8 Del Cadia                     |
| Nicola Brienza                    | Allenatori | Piero Bucchi                    |

| Arbitri: | Stefano De Biase (Treviso) Alberto Perocco (Treviso) Fabio Bonotto (Ravenna) |

|                                    |            |                              |
| Dell'Agnello 21 Marks 18 Redivo 12 | Punti      | 19 Allen 13 Vildera 12 Ogden |
| Redivo 7                           | Assist     | 4 Ogden                      |
| Ferrari 5                          | Rimbalzi   | 11 Ogden                     |
| Stefano Pillastrini                | Allenatori | Piero Bucchi                 |

| Arbitri: | Gianluca Gagliardi (Frosinone) Valerio Salustri (Roma) Marco Marzulli (Pisa) |

|                                    |            |                                   |
| Allen 24 Laquintana 14 Radonijc 10 | Punti      | 15 Gaspardo 9 Harper 8 Del Chiaro |
| Allen 5                            | Assist     | 4 Harper                          |
| Ogden, Del Cadia 5                 | Rimbalzi   | 12 Gaspardo                       |
| Piero Bucchi                       | Allenatori | Antimo Martino                    |

| Arbitri: | Stefano Ursi (Livorno) Mauro Moretti (Perugia) Mattia Martellosio (Milano) |

|                             |            |                                 |
| Taylor 28 Ajayi 13 Landi 13 | Punti      | 24 Allen 10 Calzavara 6 De Vico |
| Ajayi 5                     | Assist     | 5 Calzavara                     |
| Ajayi 12                    | Rimbalzi   | 10 Radonjic                     |
| Matteo Boniciolli           | Allenatori | Piero Bucchi                    |

| Arbitri: | Marco Rudellat (Nuoro) Alessandro Tirozzi (Bologna) Vincenzo Agnese (Napoli) |

|                                    |            |                                       |
| Johnson 13 Spanghero 13 Pollone 10 | Punti      | 17 Calzavara 17 De Vico 15 Laquintana |
| Lupusor 4                          | Assist     | 7 Calzavara                           |
| Johnson 8                          | Rimbalzi   | 6 Radonjic, Del Cadia                 |
| Alessandro Rossi                   | Allenatori | Piero Bucchi                          |

| Arbitri: | Antonio Giunta (Ragusa) Fulvio Grappasonno (Chieti) Andrea Coraggio (Roma) |

|                                    |            |                                   |
| Laquintana 15 Calzavara 11 Allen 8 | Punti      | 18 Woodson 16 Iannuzzi 14 Stewart |
| Laquintana 4                       | Assist     | 4 Mouaha                          |
| Almeida 4                          | Rimbalzi   | 8 Woodson                         |
| Piero Bucchi                       | Allenatori | Luca Dalmonte                     |

| Arbitri: | Jacopo Pazzaglia (Pesaro) Luca Bartolini (Pesaro) Francesco Cattani (Rieti) |

|                                   |            |                                  |
| Sperduto 13 Davis 12 Benvenuti 10 | Punti      | 18 Almeida 13 Allen 12 Calzavara |
| Berdini 4                         | Assist     | 4 Almeida                        |
| Henderson 10                      | Rimbalzi   | 8 Ndzie Laquintana               |
| Emanuele Di Paolantonio           | Allenatori | Piero Bucchi                     |

| Arbitri: | Daniele Foti (Milano) Vito Castellano (Milano) Claudio Berlangieri (Milano) |

|                                 |            |                                    |
| Brown 23 Polanco 18 Morgillo 16 | Punti      | 20 Almeida 12 Arletti 11 Del Cadia |
| Tortu 5                         | Assist     | 6 Almeida                          |
| Tortu 9                         | Rimbalzi   | 7 Ndzie, Allen                     |
| Luca Bechi                      | Allenatori | Piero Bucchi                       |

| Arbitri: | Roberto Radaelli (Agrigento) Yao Yang (Verona) Calogero Cappello (Agrigento) |

|                                  |            |                                 |
| Calzavara 22 Almeida 14 Ndzie 11 | Punti      | 22 Hickey 15 Caroti 13 Ambrosin |
| Allen 6                          | Assist     | 4 Caroti                        |
| Ndzie 7                          | Rimbalzi   | 9 Hickey                        |
| Piero Bucchi                     | Allenatori | Adriano Vertemati               |

| Arbitri: | Gianlorenzo Miniati (Firenze) Sebastiano Tarascio (Siracusa) Pasquale Pecorella (Bari) |

|                                   |            |                                  |
| Gentile 15 Cavallero 13 Cesana 12 | Punti      | 17 Almeida 8 Fantoma 8 Calzavara |
| Gentile 7                         | Assist     | 6 Calzavara                      |
| Udanoh 10                         | Rimbalzi   | 10 Ndzie                         |
| Marco Cardani                     | Allenatori | Piero Bucchi                     |

| Arbitri: | Alessandro Costa (Livorno) Andrea Cassinadri (Reggio Emilia) Adriano Fiore (Napoli) |

|                                      |            |                                 |
| Radonjic 16 Fantoma 15 Laquintana 12 | Punti      | 15 Serpilli 12 Grimes 12 Filoni |
| Calzavara, Almeida 3                 | Assist     | 5 Bradford, Bonacini            |
| Ndzie 8                              | Rimbalzi   | 5 Bradford                      |
| Piero Bucchi                         | Allenatori | Paolo Vencato                   |

| Arbitri: | Marco Attard (Firenze) Alex D'Amato (Roma) Chiara Maschietto (Treviso) |

|                                |            |                               |
| Allen 26 Calzavara 15 Ndzie 12 | Punti      | 24 Ahmad 16 King 14 Bucarelli |
| Allen 6                        | Assist     | 2 Ahmad                       |
| Ndzie 7                        | Rimbalzi   | 4 King                        |
| Piero Bucchi                   | Allenatori | Spiro Leka                    |

| Arbitri: | Marco Vita (Ancona) Salvatore Nuara (Treviso) Vincenzo Agnese (Napoli) |

|                                 |            |                                  |
| Robinson 21 Marini 17 Camara 15 | Punti      | 22 Allen 17 Vildera 12 Calzavara |
| Robinson 7                      | Assist     | 4 Allen                          |
| Johnson 11                      | Rimbalzi   | 9 Almeida                        |
| Sandro Dell'Agnello             | Allenatori | Piero Bucchi                     |

| Arbitri: | Stefano Ursi (Livorno) Mirko Picchi (Frosinone) Matteo Luchi (Pontedera) |

|                                  |            |                                |
| Allen 25 Almeida 17 Calzavara 12 | Punti      | 18 Williams 14 Pepe 12 Moretti |
| Allen 6                          | Assist     | 7 Vencato                      |
| Calzavara 7                      | Rimbalzi   | 8 Vencato                      |
| Piero Bucchi                     | Allenatori | Franco Ciani                   |

| Arbitri: | Stefano De Biase (Treviso) Andrea Cassinadri (Reggio Emilia) Fabio Ferretti (Teramo) |

|                                       |            |                                     |
| Stefanini 21 Strautmanis 13 Peroni 12 | Punti      | 32 Allen 19 Laquintana 13 Calzavara |
| Mack 8                                | Assist     | 4 Laquintana                        |
| Taflaj 7                              | Rimbalzi   | 7 Vildera                           |
| Lorenzo Pansa                         | Allenatori | Piero Bucchi                        |

| Arbitri: | Marco Attard (Firenze) Alessandro Costa (Livorno) Fulvio Grappasonno (Chieti) |

|                              |            |                               |
| Freeman 15 Mian 13 Bolpin 13 | Punti      | 23 Allen 12 Ogden 9 Calzavara |
| Fantinelli 16                | Assist     | 5 Laquintana                  |
| Fantinelli 6                 | Rimbalzi   | 11 Ogden                      |
| Attilio Caja                 | Allenatori | Piero Bucchi                  |

| Arbitri: | Marco Rudellat (Nuoro) Paolo Puccini (Genova) Vincenzo Di Martino (Napoli) |

|                             |            |                                  |
| Allen 19 Ogden 13 Arletti 7 | Punti      | 17 Palumbo 16 Copeland 10 Cannon |
| Allen 5                     | Assist     | 5 Penna                          |
| Ogden 10                    | Rimbalzi   | 11 Palumbo                       |
| Piero Bucchi                | Allenatori | Alessandro Ramagli               |

| Arbitri: | Gian Lorenzo Miniati (Firenze) Andrea Coraggio (Roma) Chiara Maschietto (Treviso) |

|                                |            |                               |
| Allen 34 Ogden 13 Calzavara 11 | Punti      | 22 Filloy 16 Banks 7 Italiano |
| Allen 4                        | Assist     | 3 Banks                       |
| Del Cadia 8                    | Rimbalzi   | 10 Fantoni                    |
| Piero Bucchi                   | Allenatori | Marco Andreazza               |

##### Ritorno
| Arbitri: | Duccio Maschio (Firenze) Calogero Cappello (Agrigento) Daiele Gai (Roma) |

|                               |            |                                |
| Ahmad 22 King 13 Bucarelli 11 | Punti      | 21 Ogden 14 Allen 10 Calzavara |
| Ahmad 6                       | Assist     | 3 Laquintana, Calzavara        |
| Zanotti 7                     | Rimbalzi   | 6 Allen                        |
| Spiro Leka                    | Allenatori | Piero Bucchi                   |

| Arbitri: | Marco Vita (Ancona) Fabio Bonotto (Ravenna) Francesco Praticò (Reggio Calabria) |

|                                |            |                                   |
| Allen 21 Calzavara 13 Ogden 12 | Punti      | 23 Harris 12 Spencer 8 Viglianisi |
| Allen 7                        | Assist     | 4 Harris, Spanghero               |
| Ogden 7                        | Rimbalzi   | 8 Spencer                         |
| Piero Bucchi                   | Allenatori | Alessandro Rossi                  |

| Arbitri: | Stefano De Biase (Treviso) Moreno Almerigogna (Trieste) Alberto Morassutti (Gorizia) |

|                                   |            |                              |
| Mussini 17 Lewis 15 Earlington 14 | Punti      | 16 Allen 14 Ogden 12 Vildera |
| Mussini, Bortolin 5               | Assist     | 5 Laquintana                 |
| Lewis 9                           | Rimbalzi   | 10 Radonjic                  |
| Alessandro Crotti                 | Allenatori | Piero Bucchi                 |

| Arbitri: | Valerio Salustri (Roma) Giulio Giovannetti (Macerata) Mirko Picchi (Frosinone) |

|                                      |            |                              |
| Alibegovic 15 Johnson 14 Ambrosin 13 | Punti      | 25 Ogden 11 Brown 10 De Vico |
| Alibegovic 4                         | Assist     | 7 Laquintana                 |
| Johnson 6                            | Rimbalzi   | 10 Ogden                     |
| Adriano Vertemati                    | Allenatori | Piero Bucchi                 |

| Arbitri: | Luca Attard (Siracusa) Marco Marzulli (Pisa) Mattia Martellosio (Milano) |

|                                  |            |                                 |
| Brown 19 Del Cadia 15 Vildera 14 | Punti      | 12 Johnson 11 Robinson 9 Camara |
| De Vico 5                        | Assist     | 3 Robinson                      |
| Del Cadia, Vildera 6             | Rimbalzi   | 8 Johnson, Camara               |
| Piero Bucchi                     | Allenatori | Sandro Dell'Agnello             |

| Arbitri: | Marco Barbiero (Milano) Claudio Berlangieri (Milano) Andrea Chersicla (Lucca) |

|                                   |            |                                  |
| Bossi 17 Bogliardi 14 Williams 13 | Punti      | 19 Calzavara 16 Ogden 10 Vildera |
| Bogliardi, Williams 4             | Assist     | 5 De Vico, Calzavara             |
| Williams 9                        | Rimbalzi   | 7 Calzavara                      |
| Franco Ciani                      | Allenatori | Piero Bucchi                     |

| Arbitri: | Gian Lorenzo Miniati (Firenze) Duccio Maschio (Firenze) Lorenzo Lupelli (Roma) |

|                               |            |                             |
| Brown 17 Ogden 12 Radonjic 11 | Punti      | 24 Mian 13 Freeman 9 Bolpin |
| Ogden, Laquintana 4           | Assist     | 4 Bolpin, Vencato           |
| Vildera 11                    | Rimbalzi   | 6 Freeman                   |
| Piero Bucchi                  | Allenatori | Attilio Caja                |

| Arbitri: | Nicholas Pellicani (Gorizia) Matteo Roiaz (Trieste) Giovanni Roca (Avellino) |

|                                  |            |                               |
| Brown 23 Vildera 13 Calzavara 10 | Punti      | 16 Montano 16 Taylor 15 Ajayi |
| Calzavara, Brown 3               | Assist     | 2 Taylor                      |
| Ogden 9                          | Rimbalzi   | 9 Ladurner                    |
| Piero Bucchi                     | Allenatori | Paolo Moretti                 |

| Arbitri: | Enrico Boscolo (Venezia) Stefano De Biase (Treviso) Vincenzo Di Martino (Napoli) |

|                              |            |                                |
| Banks 27 Hooker 9 Italiano 9 | Punti      | 26 Calzavara 19 Ogden 17 Brown |
| Buca 3                       | Assist     | 2 Arletti                      |
| Buca 9                       | Rimbalzi   | 8 Ogden                        |
| Marco Andreazza              | Allenatori | Piero Bucchi                   |

| Arbitri: | Stefano Ursi (Livorno) Fabio Ferretti (Teramo) Matteo Luchi (Pontedera) |

|                                |            |                                     |
| Calzavara 23 Ogden 21 Brown 17 | Punti      | 33 Polanco 13 Massone 12 Washington |
| Calzavara 4                    | Assist     | 4 Polanco                           |
| Del Cadia 9                    | Rimbalzi   | 8 Giombini                          |
| Piero Bucchi                   | Allenatori | Luca Bechi                          |

| Arbitri: | Gianluca Gagliardi (Frosinone) Giulio Giovannetti (Macerata) Alessandro Tirozzi (Bologna) |

|                                    |            |                                     |
| Copeland 21 Esposito 16 Palumbo 11 | Punti      | 17 Ogden 14 Laquintana 11 Del Cadia |
| Copeland, Penna 4                  | Assist     | 3 Arletti, Del Cadia                |
| Cannon 8                           | Rimbalzi   | 11 Del Cadia                        |
| Alessandro Ramagli                 | Allenatori | Piero Bucchi                        |

| Arbitri: | Mauro Moretti (Perugia) Umberto Tallon (Bologna) Adriano Fiore (Napoli) |

|                                    |            |                                  |
| Ogden 16 Del Cadia 15 Calzavara 13 | Punti      | 26 DeVoe 17 Benvenuti 10 Delfino |
| Calzavara 6                        | Assist     | 4 Berdini                        |
| Ogden, Del Cadia 5                 | Rimbalzi   | 7 Benvenuti                      |
| Piero Bucchi                       | Allenatori | Emanuele Di Paolantonio          |

| Arbitri: | Nicholas Pellicani (Gorizia) Marco Marzulli (Pisa) Matteo Roiaz (Trieste) |

|                                |            |                                  |
| Smith 29 Stewart 17 Iannuzzi 8 | Punti      | 20 Ogden 13 Calzavara 11 Fantoma |
| Giuri 2                        | Assist     | 4 Del Cadia                      |
| Iannuzzi 19                    | Rimbalzi   | 8 Brown                          |
| Matteo Mecacci                 | Allenatori | Piero Bucchi                     |

| Arbitri: | Marco Vita (Ancona) Moreno Almerigogna (Trieste) Yao Yang (Verona) |

|                                    |            |                                  |
| Brown 22 Calzavara 17 Del Cadia 14 | Punti      | 20 McGee 16 Moraschini 13 Basile |
| Calzavara, Brown 4                 | Assist     | 4 McGee                          |
| Ogden 11                           | Rimbalzi   | 6 McGee                          |
| Piero Bucchi                       | Allenatori | Nicola Brienza                   |

| Arbitri: | Valerio Salustri (Roma) Gianluca Gagliardi (Frosinone) Francesco Cattani (Rieti) |

|                                    |            |                            |
| Calzavara 22 Del Cadia 16 Ogden 10 | Punti      | 19 Miani 16 Redivo 10 Lamb |
| Laquintana 4                       | Assist     | 5 Redivo                   |
| Del Cadia 15                       | Rimbalzi   | 7 Redivo,Miani             |
| Piero Bucchi                       | Allenatori | Stefano Pillastrini        |

| Arbitri: | Roberto Radaelli (Agrigento) Calogero Cappello (Agrigento) Alessandro Tirozzi (Bologna) |

|                                |            |                                     |
| Marks 23 Gilmore 19 Bartoli 17 | Punti      | 24 Laquintana 18 Ogden 12 Calzavara |
| Bartoli 6                      | Assist     | 6 Laquintana,Ogden                  |
| Serpilli 11                    | Rimbalzi   | 7 Ogden, Radonjic                   |
| Paolo Vencato                  | Allenatori | Piero Bucchi                        |

| Arbitri: | Duccio Maschio (Firenze) Vincenzo Agnese (Napoli) Nicolò Bertuccioli (Pesaro) |

|                                    |            |                                    |
| Brown 32 Laquintana 13 Radonjic 13 | Punti      | 21 Francis 11 Galassi 10 Stefanini |
| Calzavara, Ogden 3                 | Assist     | 3 Rossi                            |
| Ogden 11                           | Rimbalzi   | 7 Smith                            |
| Piero Bucchi                       | Allenatori | Lorenzo Pansa                      |

| Arbitri: | Enrico Boscolo (Venezia) Moreno Almerigogna (Trieste) Andrea Coraggio (Roma) |

|                                     |            |                            |
| Perkovic 19 Harper 16 Tavernelli 10 | Punti      | 15 Brown 9 Ogden 9 Arletti |
| Perkovic, Tavernelli 4              | Assist     | 4 Laquintana               |
| Pascolo 9                           | Rimbalzi   | 8 Del Cadia                |
| Antimo Martino                      | Allenatori | Piero Bucchi               |

| Arbitri: | Gianluca Gagliardi (Frosinone) Lorenzo Lupelli (Roma) Francesco Terranova (Ferrara) |

|                                  |            |                               |
| Calzavara 19 Vildera 17 Ogden 10 | Punti      | 23 Amato 20 Gentile 11 Udanoh |
| Calzavara 4                      | Assist     | 7 Gentile                     |
| Ogden, Radonjic 7                | Rimbalzi   | 13 Gentile                    |
| Piero Bucchi                     | Allenatori | Marco Cardani                 |

#### Play in
| Arbitri: | Marco Vita (Ancona) Claudio Berlangieri (Milano) Michele Centonza (Ascoli Piceno) |

|                                   |            |                                  |
| Mussini 14 Earlington 14 Lewis 11 | Punti      | 25 Vildera 18 Ogden 13 Calzavara |
| Maglietti 3                       | Assist     | 2 Ogden, Calzavara               |
| Lewis 11                          | Rimbalzi   | 8 Ogden                          |
| Alessandro Crotti                 | Allenatori | Piero Bucchi                     |

| Arbitri: | Valerio Salustri (Roma) Gianluca Gagliardi (Frosinone) Alessandro Costa (Livorno) |

|                                |            |                                  |
| Copeland 41 Udom 11 Bartoli 11 | Punti      | 23 Calzavara 18 Brown 16 Vildera |
| Gazzotti 4                     | Assist     | 4 Radonjic                       |
| Palumbo 11                     | Rimbalzi   | 9 Vildera                        |
| Alessandro Ramagli             | Allenatori | Piero Bucchi                     |

#### Play off

##### Quarti di finale
| Arbitri: | Marco Vita (Ancona) Claudio Berlangieri (Milano) Michele Centonza (Ascoli Piceno) |

|                                 |            |                                   |
| Robinson 23 Grande 16 Marini 10 | Punti      | 24 Brown 19 Calzavara 11 Radonjic |
| Marini 4                        | Assist     | 4 Calzavara, Brown                |
| Johnson 11                      | Rimbalzi   | 7 Ogden, Radonjic                 |
| Sandro Dell'Agnello             | Allenatori | Piero Bucchi                      |

| Arbitri: | Daniele Foti (Milano) Nicholas Pellicani (Gorizia) Andrea Coraggio (Roma) |

|                                     |            |                              |
| Tomassini 18 Johnson 18 Robinson 11 | Punti      | 24 Ogden 13 Brown 10 Vildera |
| Tomassini, Robinson 4               | Assist     | 5 Calzavara                  |
| Johnson 8                           | Rimbalzi   | 8 Ogden                      |
| Sandro Dell'Agnello                 | Allenatori | Piero Bucchi                 |

| Arbitri: | Francesco Cassina (Desio) Giulio Giovannetti (Macerata) Luca Bartolini (Pesaro) |

|                                   |            |                               |
| Calzavara 18 Radonjic 15 Ogden 11 | Punti      | 13 Johnson 13 Grande 9 Marini |
| Radonjic 3                        | Assist     | 3 Johnson                     |
| Radonjic 10                       | Rimbalzi   | 11 Johnson                    |
| Piero Bucchi                      | Allenatori | Sandro Dell'Agnello           |

| Arbitri: | Gianluca Gagliardi (Frosinone) Enrico Bartoli (Trieste) Marco Rudellat (Nuoro) |

|                                |            |                                  |
| Calzavara 15 Ogden 14 Brown 12 | Punti      | 11 Johnson 11 Robinson 11 Camara |
| Calzavara 5                    | Assist     | 2 Robinson, Camara               |
| Ogden 7                        | Rimbalzi   | 8 Camara                         |
| Piero Bucchi                   | Allenatori | Sandro Dell'Agnello              |

| Arbitri: | Gian Lorenzo Miniati (Firenze) Marco Attard (Firenze) Duccio Maschio (Firenze) |

|                                  |            |                                  |
| Marini 18 Johnson 17 Robinson 17 | Punti      | 20 Calzavara 14 Ogden 10 Vildera |
| Robinson 6                       | Assist     | 4 Radonjic, Brown                |
| Johnson 8                        | Rimbalzi   | 9 Ogden                          |
| Sandro Dell'Agnello              | Allenatori | Piero Bucchi                     |

## Statistiche

### Statistiche di squadra
| Competizione               | Punti | In casa | In casa | In casa | In casa | In casa | In trasferta | In trasferta | In trasferta | In trasferta | In trasferta | Totale | Totale | Totale | Totale | Totale | Totale |
| Competizione               | Punti | G       | V       | P       | Ptf     | Pts     | G            | V            | P            | Ptf          | Pts          | G      | V      | P      | Ptf    | Pts    | Diff.  |
| -------------------------- | ----- | ------- | ------- | ------- | ------- | ------- | ------------ | ------------ | ------------ | ------------ | ------------ | ------ | ------ | ------ | ------ | ------ | ------ |
| Serie A2 Stagione regolare | 38    | 19      | 13      | 6       | 1493    | 1413    | 19           | 6            | 13           | 1415         | 1487         | 38     | 19     | 19     | 2908   | 2900   | +8     |
| Serie A2 Play in           | 4     | 0       | 0       | 0       | 0       | 0       | 2            | 0            | 2            | 172          | 152          | 2      | 0      | 2      | 172    | 152    | +20    |
| Serie A2 Play off          | 4     | 2       | 2       | 0       | 125     | 111     | 3            | 0            | 3            | 225          | 247          | 5      | 2      | 3      | 350    | 358    | -8     |
| Totale                     | 46    | 21      | 15      | 6       | 1618    | 1524    | 24           | 8            | 16           | 1812         | 1886         | 45     | 23     | 22     | 3430   | 3410   | +20    |

### Statistiche individuali

#### In campionato
| Nome               | G  | Pun  | Min  | Falli | Falli | Tiri da 2 | Tiri da 2 | Tiri da 2 | Tiri da 3 | Tiri da 3 | Tiri da 3 | Tiri Liberi | Tiri Liberi | Tiri Liberi | Rimbalzi | Rimbalzi | Rimbalzi | Stop | Stop | Palle | Palle | Ass  | Val  | Media Punti | Media Val. |
| Nome               | G  | Pun  | Min  | C     | S     | R         | T         | %         | R         | T         | %         | R           | T           | %           | O        | D        | T        | D    | S    | P     | R     | Ass  | Val  | Media Punti | Media Val. |
| ------------------ | -- | ---- | ---- | ----- | ----- | --------- | --------- | --------- | --------- | --------- | --------- | ----------- | ----------- | ----------- | -------- | -------- | -------- | ---- | ---- | ----- | ----- | ---- | ---- | ----------- | ---------- |
| Andrea Calzavara   | 44 | 553  | 1296 | 132   | 229   | 90        | 203       | 44.3      | 81        | 199       | 40.7      | 130         | 169         | 76.9        | 38       | 114      | 152      | 3    | 12   | 78    | 26    | 128  | 599  | 12.6        | 13.6       |
| Mark Ogden         | 33 | 444  | 1009 | 88    | 121   | 126       | 249       | 50.6      | 30        | 104       | 28.8      | 102         | 119         | 85.7        | 41       | 188      | 229      | 13   | 10   | 67    | 22    | 48   | 498  | 13.5        | 15.1       |
| Bryon Allen        | 22 | 406  | 752  | 36    | 61    | 113       | 223       | 50.7      | 43        | 129       | 33.3      | 51          | 68          | 75.0        | 18       | 61       | 79       | 2    | 6    | 62    | 29    | 74   | 334  | 18.5        | 15.2       |
| Tommaso Laquintana | 41 | 328  | 799  | 86    | 132   | 98        | 209       | 46.9      | 23        | 75        | 30.7      | 63          | 91          | 69.2        | 21       | 82       | 103      | 0    | 10   | 62    | 34    | 88   | 336  | 8.0         | 8.2        |
| Isiah Brown        | 23 | 312  | 725  | 63    | 86    | 62        | 170       | 36.5      | 39        | 126       | 31.0      | 71          | 83          | 85.5        | 3        | 68       | 71       | 3    | 10   | 37    | 15    | 48   | 218  | 13.6        | 9.5        |
| Todor Radonjic     | 44 | 278  | 1059 | 102   | 46    | 42        | 66        | 63.6      | 56        | 140       | 40.0      | 26          | 30          | 86.7        | 48       | 136      | 184      | 4    | 3    | 25    | 21    | 40   | 331  | 6.3         | 7.5        |
| Edoardo Del Cadia  | 43 | 261  | 712  | 104   | 70    | 102       | 164       | 62.2      | 1         | 4         | 25.0      | 54          | 81          | 66.7        | 57       | 127      | 184      | 12   | 8    | 35    | 39    | 43   | 370  | 6.1         | 8.6        |
| Giovanni Vildera   | 29 | 244  | 615  | 84    | 47    | 106       | 190       | 55.8      | 0         | 0         | 0.0       | 32          | 56          | 57.1        | 68       | 80       | 148      | 2    | 16   | 38    | 17    | 26   | 238  | 8.4         | 8.2        |
| Gianmarco Arletti  | 44 | 200  | 757  | 89    | 58    | 64        | 119       | 53.8      | 13        | 54        | 24.1      | 33          | 57          | 57.9        | 31       | 85       | 116      | 4    | 3    | 25    | 18    | 34   | 193  | 4.5         | 4.4        |
| Ivan Almeida       | 10 | 129  | 290  | 24    | 56    | 22        | 41        | 53.7      | 17        | 48        | 35.4      | 34          | 47          | 72.3        | 5        | 43       | 48       | 2    | 0    | 18    | 13    | 25   | 168  | 12.9        | 16.8       |
| Tommaso Fantoma    | 38 | 121  | 420  | 56    | 21    | 50        | 71        | 70.4      | 4         | 30        | 13.3      | 9           | 20          | 45.0        | 15       | 30       | 45       | 2    | 1    | 20    | 10    | 15   | 79   | 3.2         | 2.1        |
| Niccolò De Vico    | 14 | 84   | 310  | 35    | 29    | 14        | 30        | 46.7      | 10        | 42        | 23.8      | 26          | 29          | 89.7        | 6        | 24       | 30       | 0    | 1    | 16    | 4     | 18   | 62   | 6.0         | 4.4        |
| Kevin Ndzie        | 12 | 66   | 203  | 22    | 12    | 27        | 48        | 56.2      | 0         | 0         | 0.0       | 12          | 13          | 92.3        | 24       | 39       | 63       | 1    | 2    | 9     | 4     | 10   | 101  | 5.5         | 8.4        |
| Davide Buttiglione | 11 | 4    | 52   | 2     | 1     | 2         | 2         | 100.0     | 0         | 5         | 0.0       | 0           | 2           | 0.0         | 0        | 2        | 2        | 0    | 0    | 3     | 2     | 1    | -2   | 0.4         | -0.2       |
| Riccardo Calcagni  | 1  | 0    | 1    | 0     | 0     | 0         | 0         | 0.0       | 0         | 0         | 0.0       | 0           | 0           | 0.0         | 0        | 0        | 0        | 0    | 0    | 0     | 0     | 0    | 0    | 0.0         | 0.0        |
| squadra            | 0  | 0    | 0    | 7     | 0     | 0         | 0         | 0.0       | 0         | 0         | 0.0       | 0           | 0           | 0.0         | 68       | 89       | 157      | 0    | 0    | 20    | 0     | 0    | 130  | 0           | 0          |
| TOTALE             | 45 | 3430 | 9000 | 930   | 969   | 918       | 1785      | 51.4      | 317       | 956       | 33.2      | 643         | 865         | 74.3        | 443      | 1168     | 1611     | 48   | 82   | 515   | 254   | 598  | 3655 | 76.2        | 81.2       |
| MEDIE              |    |      |      | 20.7  | 21.5  | 20.4      | 39.7      | 51.4      | 7.0       | 21.2      | 33.2      | 14.3        | 19.2        | 74.3        | 9.8      | 26.0     | 35.8     | 1.1  | 1.8  | 11.4  | 5.6   | 13.3 |      |             |            |